# Лок-Дьё
Лок-Дьё (фр. Loc-Dieu) — бывшее цистерцианское аббатство на юге Франции. Расположено в 5 км к югу от посёлка Мартьель (депаратамент Аверон) и в 90 километрах к северо-востоку от Тулузы. Основано в 1123 году, ликвидировано во время революции в 1793 году. В настоящее время принадлежит частным владельцам.

## История
Аббатство основано в 1123 году в месте, прежде называвшегося Locus Diaboli (лат. «место дьявола») из-за большого количества дольменов вокруг него, монахи переименовали его в Loc-Dieu, «место Бога». Материнским монастырём для Лок-Дьё стал монастырь Далон, принадлежащий к линии аббатства Понтиньи — первые 12 насельников Лок-Дьё пришли именно из Далона. Строительство основных зданий монастыря продолжалось с 1124 по 1144 год, церковь была завершена к 1189 году.
Лок-Дьё был сожжён англичанами в 1409 году во время Столетней войны, восстановлен и укреплён к 1470 году.
Аббатство было закрыто, а здания проданы с аукциона во время Великой Французской революции в 1793 году. Здания бывшего монастыря были выкуплены семьёй Сибьель, её потомкам Лок-Дьё принадлежит до сих пор. В 1840 и в 1880 году проводилась реставрация зданий.
Летом 1940 года, ряд картин из Лувра, включая знаменитую Мону Лизу, были спрятаны в Лок-Дьё от немецких оккупантов.
Аббатство и его большой парк в настоящее время открыты для посетителей, посещение платное, возможно как в составе тургрупп, так и индивидуально. В 1989 году аббатство Лок-Дьё включено в перечень национальных памятников истории.

## Архитектура

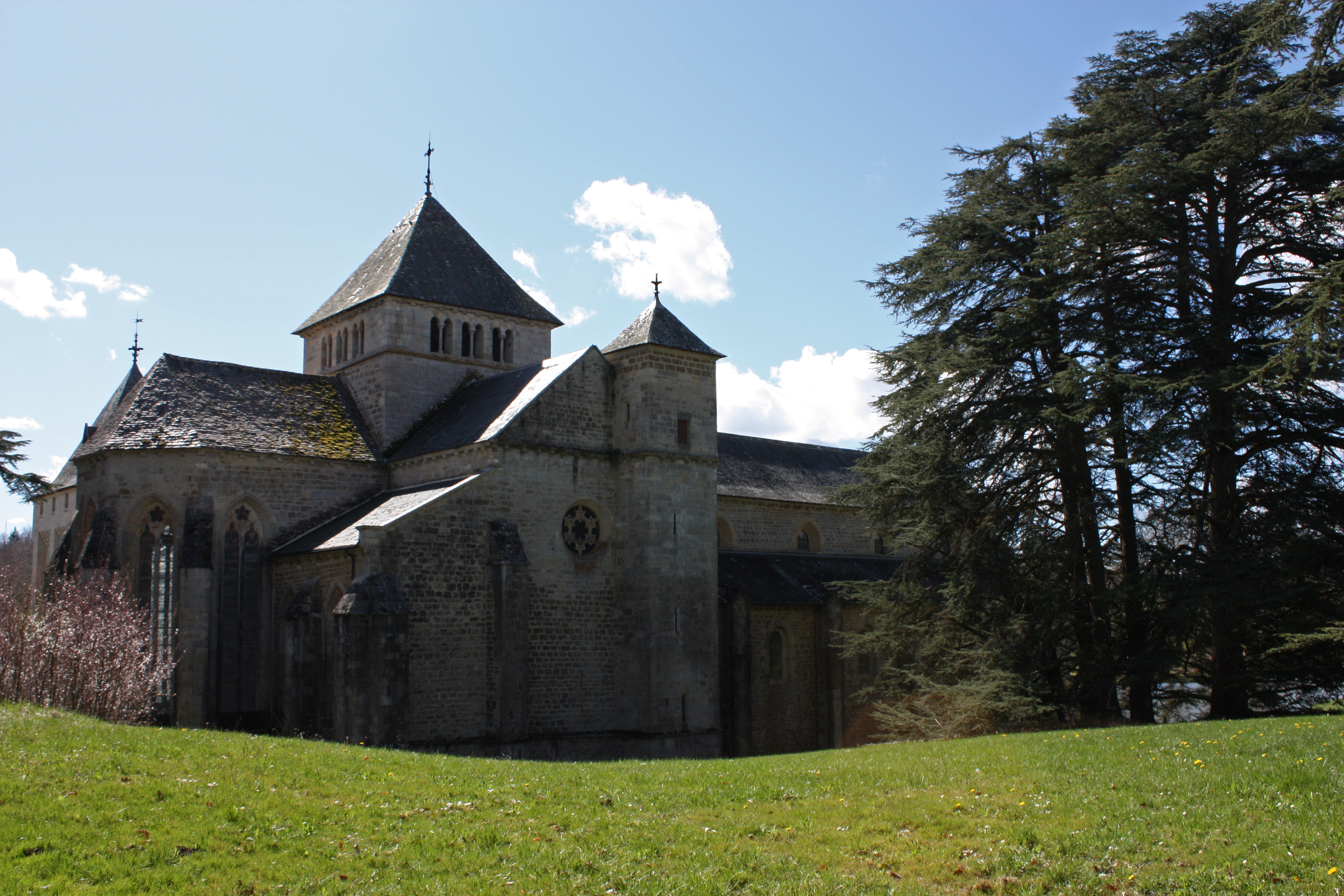
Монастырская церковь

- Церковь. Построена между 1159 и 1189 годами, с тех пор не перестраивалась. Одно из первых готических зданий на юге Франции, является примером перехода от романского стиля к готике. Согласно цистерцианским правилам содержит минимум архитектурного декора.
- Клуатр и зал капитулов. Перестроены в 1470 году в готическом стиле, заменили собой романские постройки XII века.